# Perdita perpulchra
Perdita perpulchra är en biart som beskrevs av Cockerell 1896. Perdita perpulchra ingår i släktet Perdita och familjen grävbin. Inga underarter finns listade i Catalogue of Life.